# Аристомен
Аристомен (др.-греч. Ἀριστομένης; умер после 668 до н. э.) — предводитель вооружённых отрядов мессенских повстанцев, который отличился необыкновенным мужеством во время Второй Мессенской войны со спартанцами.

## Биография
Уже в первом сражении при Дерахе он сражался так самоотверженно, что мессенцы хотели избрать его царём, но он предпочёл остаться простым предводителем восстания. Аристомен трижды попадал в плен к спартанцам, но каждый раз чудом спасался. В ходе длительной войны мессеняне были разбиты и превращены в илотов; часть мессенян переселилась на остров Сицилия, где они заняли город Занкла, переименованный позднее в Мессану (современная Мессина). Не пожелав идти с ними, Аристомен отправился на остров Родос, чтобы оттуда просить помощи у лидийцев и мидян. В его планах было возобновление войны за свободу Мессении. Однако намерения Аристомена не увенчались успехом, реванш не состоялся. Аристомен скончался в родосском городе Ялис, где после смерти удостоился почестей героя.

### Аристомен в «ЭСБЕ»

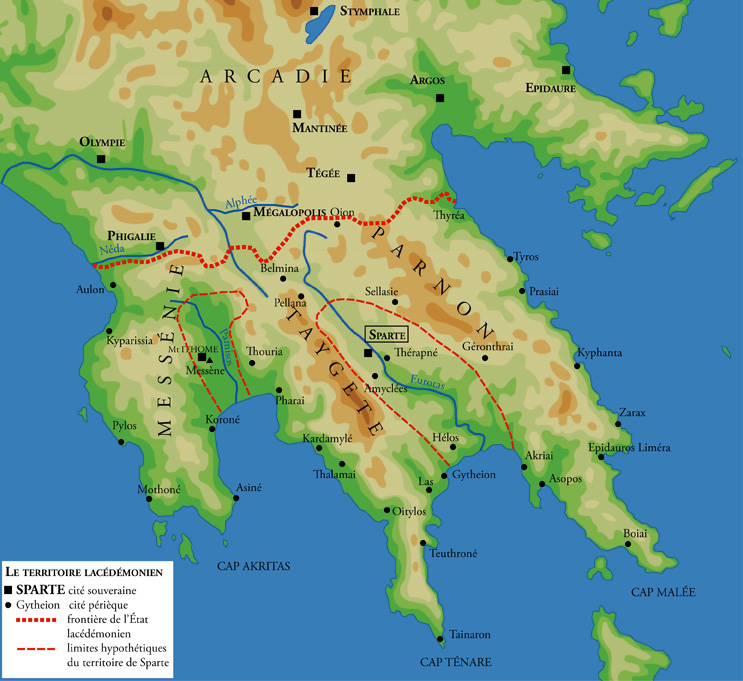
Карта спартанского царства

В конце XIX — начале XX века Энциклопедический словарь Брокгауза и Ефрона так описывал этого человека на своих страницах:

«Аристомен — любимый герой мессенских преданий о войнах с воинственной Спартой. Аристомен родился в Андании и сделался прославленным вождём своего народа во Второй мессенской войне (по старой хронологии 685—668, а по новейшим исчислениям 645—630 годы до н. э.). В сражении при Дерэ он выказал почти неимоверную отвагу, так что мессенцы провозгласили его своим царём; но он удовольствовался званием предводителя, облечённого неограниченною властью, и целым рядом смелых до дерзости предприятий навёл такой страх на лакедемонян, что поэту Тиртею пришлось ободрять их своими военными песнопениями. После изменнического поступка аркадского царя Аристократеса Аристомен с остатком своих храбрецов удалился в горную крепость Эйру. Когда после первых успехов мессенцы принуждены были запереться в неприступной горной крепости Эйре, Аристомен своею стойкостью и смелыми вылазками отдалил окончательное порабощение своей родины на 11 лет. Наконец хитростью и изменой Эйра была взята, и Аристомен ещё три дня продолжал обороняться, а затем со всеми жителями беспрепятственно отступил, не преследуемый ошеломлёнными врагами. По его совету спасшиеся мессенцы переселились (668 год до н. э.) на остров Сицилию, где в память своей родины основали город Мессину. Сам  А. удалился в Родос, где и скончался у зятя своего Дамагелоса. Там его обоготворяли, как героя».

## В литературе
Исторический роман Владимира Бацалёва «Когда взойдут Гиады» (2000) повествует о ранней истории Древней Греции, о легендарном мессенском вожде Аристомене и его битвах со Спартой.